# Hyltebjerg Sogn
Hyltebjerg Sogn er et sogn i Valby-Vanløse Provsti (Københavns Stift). Sognet ligger i Københavns Kommune; indtil Kommunalreformen i 1970 lå det i Sokkelund Herred (Københavns Amt). I Hyltebjerg Sogn ligger Hyltebjerg Kirke.
I Hyltebjerg Sogn findes flg. autoriserede stednavne:
- Damhus Sø (vandareal)